# Folgoso de la Ribera
Folgoso de la Ribera est une commune d'Espagne dans la province de León, communauté autonome de Castille-et-León. Elle s'étend sur 69,26 km2 et comptait environ 1 153 habitants en 2015.